# Achimenes heterophylla
Achimenes heterophylla là một loài thực vật có hoa trong họ Tai voi. Loài này được (Mart.) DC. mô tả khoa học đầu tiên năm 1839.